# ماركو ميليتش (لاعب كرة قدم)
ماركو ميليتش هو لاعب كرة قدم صربي في مركز الدفاع، ولد في 6 نوفمبر 1987 في بلغراد في صربيا. لعب مع تيموك زاييتشار ونادي أو إف كيه بيوغراد ونادي بوراتس بانيا لوكا.

## وصلات خارجية
- ماركو ميليتش على موقع الاتحاد الأوربي (الإنجليزية)
- ماركو ميليتش على موقع قاعدة بيانات كرة القدم.إي يو (الإنجليزية)
- ماركو ميليتش على موقع قاعدة بيانات كرة القدم.إي يو (الإنجليزية)
- ماركو ميليتش على موقع Soccerway.com (الإنجليزية)